# Espadaña (Salamanca)
Espadaña es un municipio y localidad española de la provincia de Salamanca, en la comunidad autónoma de Castilla y León. Se integra dentro de la comarca de Vitigudino y la subcomarca de la Tierra de Vitigudino. Pertenece al partido judicial de Vitigudino.
Su término municipal está formado por las localidades de Becerril, Espadaña y Pedernal, ocupa una superficie total de 39,45 km² y según los datos demográficos recogidos en el padrón municipal elaborado por el INE en el año 2017, cuenta con una población de 36 habitantes.

## Historia
La fundación de Espadaña se remonta a la Edad Media, obedeciendo a las repoblaciones efectuadas por los reyes leoneses entre los siglos X y XII, cuando quedó encuadrada dentro del Alfoz de Ledesma, en el Reino de León, denominándose entonces "Spadana". Con la creación de las actuales provincias en 1833, Espadaña quedó integrado en la provincia de Salamanca, dentro de la Región Leonesa.

## Demografía
Espadaña cuenta con una población de 34 habitantes (INE 2024).
| Gráfica de evolución demográfica de Espadaña entre 1842 y 2021                                                      |
| |
| Población de derecho según los censos de población del INE Población de hecho según los censos de población del INE |

Según el Instituto Nacional de Estadística, Espadaña tenía, a 31 de diciembre de 2018, una población total de 34 habitantes, de los cuales 10 eran hombres y 14 mujeres. Respecto al año 2000, el censo refleja 50 habitantes, de los cuales 27 eran hombres y 23 mujeres. Por lo tanto, la pérdida de población en el municipio para el periodo 2000-2018 ha sido de 16 habitantes, un 32% de descenso.
El municipio se divide en tres núcleos de población. De los 34 habitantes que poseía el municipio en 2018, Espadaña contaba 26, de los cuales 14 eran hombres y 12 mujeres, Pedernal con 6, de los cuales 4 eran hombres y 2 mujeres, y Becerril con 2, que eran hombres.

## Véase también

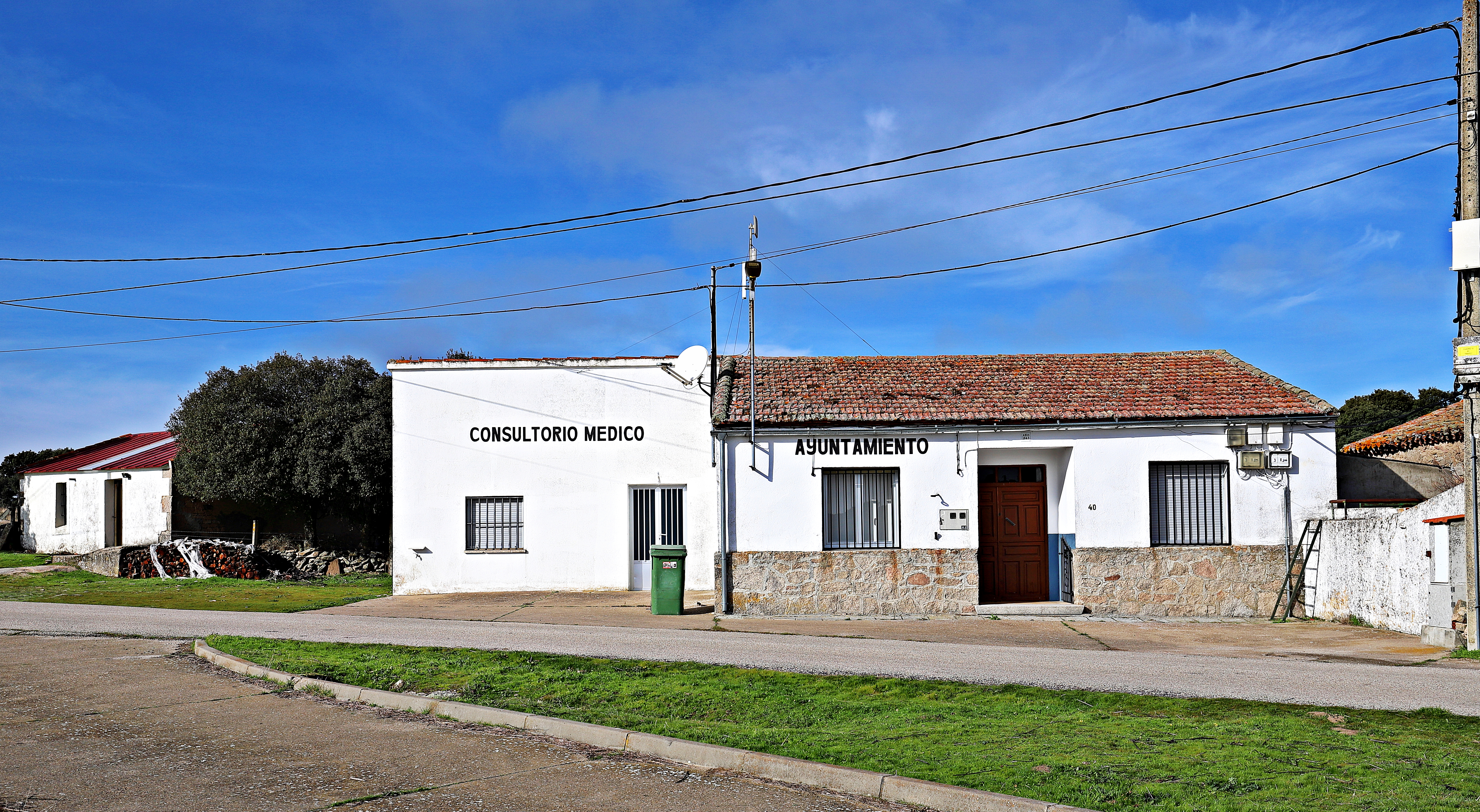
Ayuntamiento y consultorio médico

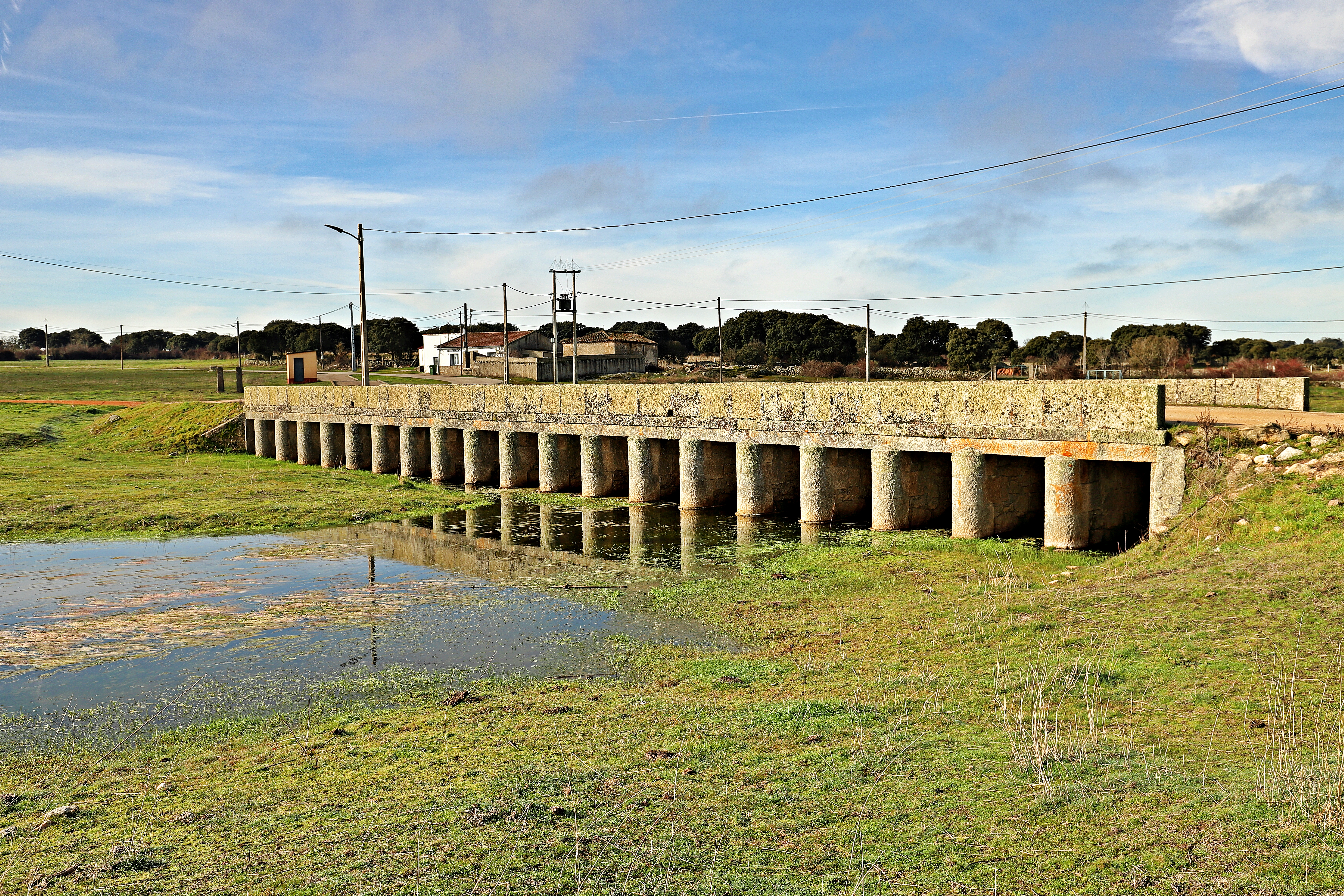
Puente sobre la rivera Ancha

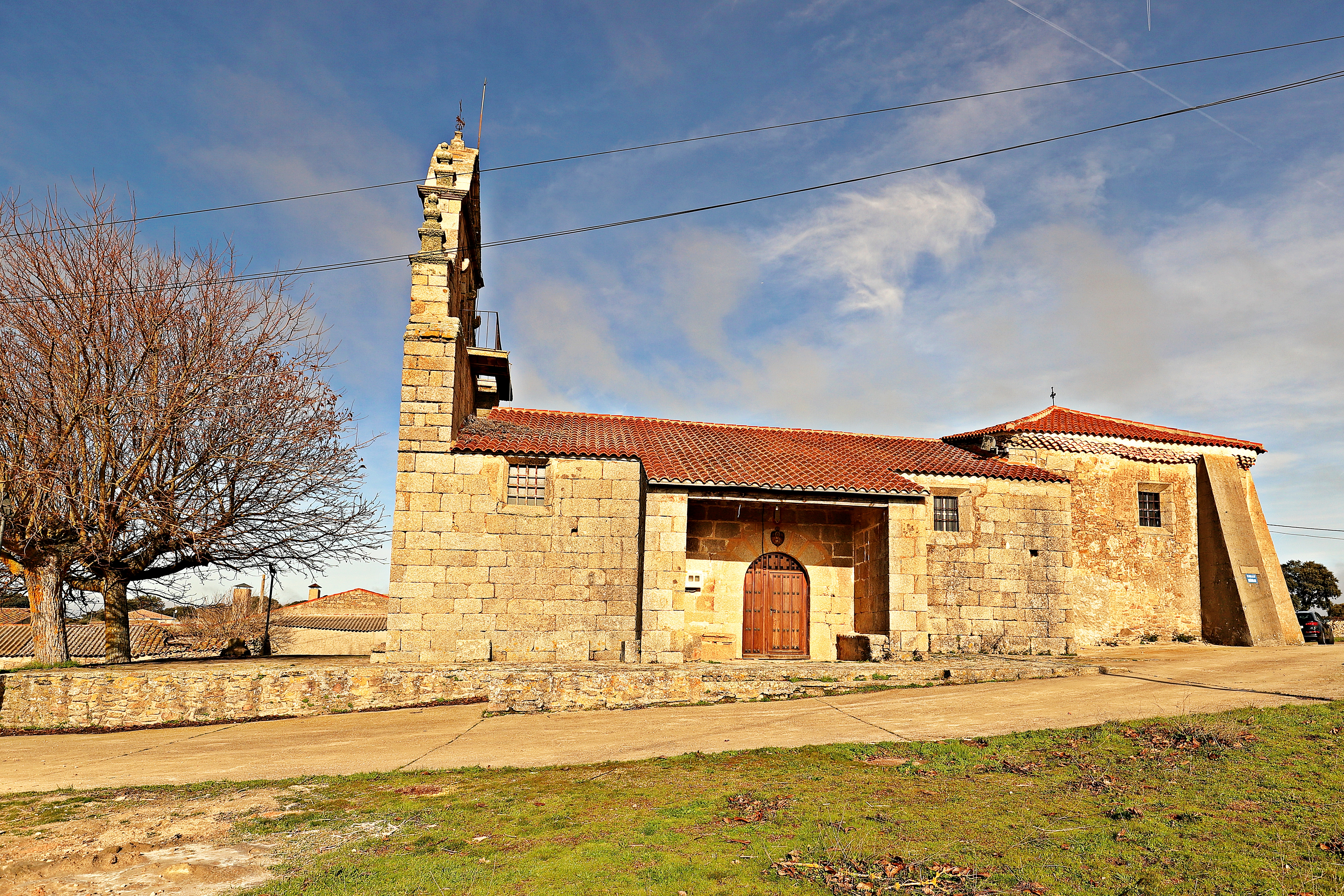
Iglesia de Santa Ana

## Administración y política
| Partido político                         | 2019  | 2019  | 2019       | 2015  | 2015  | 2015       | 2011  | 2011  | 2011       | 2007  | 2007  | 2007       | 2003  | 2003  | 2003       |
| Partido político                         | %     | Votos | Concejales | %     | Votos | Concejales | %     | Votos | Concejales | %     | Votos | Concejales | %     | Votos | Concejales |
| Partido Popular (PP)                     | 92,31 | 24    | 3          | 70,00 | 14    | 3          | 76,92 | 20    | 3          | 74,07 | 20    | 1          | 97,06 | 33    | 1          |
| Partido Socialista Obrero Español (PSOE) | 3,85  | 1     | 0          | —     | —     | —          | 15,38 | 4     | 0          | 3,7   | 1     | 0          | 2,94  | 1     | 0          |
| Unión del Pueblo Salmantino (UPSa)       | —     | —     | —          | —     | —     | —          | —     | —     | —          | 11,11 | 3     | 0          | —     | —     | —          |

## Monumentos y lugares de interés
- Iglesia parroquial de Santa Ana.